# Gerhard Bauer
Gerhard Bauer (Königswinter, 24 de febrero de 1956) es un expiloto de motociclismo alemán, que compitió en el Campeonato del Mundo de Motociclismo entre 1978 y 1983.

## Biografía
Ingeniero mecánico de profesión, Gerhard Bauer realiza su primera carrera en 1974 y será campeón de Alemania desde el año siguiente y reeditará su hazaña en 1982 en un kreidler 50 cc, marca en la que estará vinculado hasta 1983. Campeón de la OMK Cup en 1975, debuta en el Mundial en 1976 su carrera mundial durante el Gran Premio de Alemania de 1976 de 50cc a mandos de una Kreidler desde la 25 ª posición. En 1978, disputará dos Grandes Premios sin conseguir puntuar. En 1980, sumará por primera vez puntos al acabar séptimo en el Gran Premio de Alemania de 50cc. En 1982, competirá dos pruebas del Campeonato de Europa . acabando en el noveno puesto de la general gracias a un segundo puesto en Holanda. En 1983, el último de su carrera, será el más brillante porque, aparte de conseguir el título nacional de 50cc, logró acabar en noveno puesto de la general del Mundial de 50cc con un podio en Gran Premio de Alemania.

## Resultados en el Campeonato del Mundo
Sistema de puntuación desde 1969 hasta 1987:
| Posición | 1.º | 2.º | 3.º | 4.º | 5.º | 6.º | 7.º | 8.º | 9.º | 10.º |
| Puntos   | 15  | 12  | 10  | 8   | 6   | 5   | 4   | 3   | 2   | 1    |

### Carreras por año
(Carreras en negrita indica pole position; Carreras en cursiva indica vuelta rápida)
| Año  | Clase | Moto       | 1      | 2       | 3       | 4     | 5     | 6      | 7       | 8      | 9      | 10      | 11      | 12    | 13    | 14    | Pts. | Pos. |
| ---- | ----- | ---------- | ------ | ------- | ------- | ----- | ----- | ------ | ------- | ------ | ------ | ------- | ------- | ----- | ----- | ----- | ---- | ---- |
| 1976 | 50cc  | Kreidler   | FRA -  |         | NAC -   | YUG - |       | NED -  | BEL -   | SUE -  | FIN -  |         | ALE Ret | ESP - |       |       | 0    | -    |
| 1978 | 50cc  | Kreidler   |        | ESP -   |         |       | NAT - | NED -  | BEL Ret |        |        |         | GER 24  | CZE - | YUG - |       | 0    | -    |
| 1979 | 50cc  | Kreidler   |        |         | ALE 16  | NAC - | ESP - | YUG -  | NED -   | BEL -  |        |         |         |       | FRA - |       | 0    | -    |
| 1980 | 50cc  | Hauser HMT | NAC 15 | ESP -   |         | YUG - | NED - | BEL 13 |         |        |        | ALE Ret |         |       |       |       | 0    | -    |
| 1981 | 50cc  | Kreidler   |        |         | GER 7   | NAT - |       | ESP -  | YUG -   | NED 12 | BEL 11 | RSM -   |         |       |       | CZE - | 4    | 18.º |
| 1982 | 50cc  | Kreidler   |        |         |         | ESP - | NAT - | NED -  |         | YUG -  |        |         |         | RSM - | GER 6 |       | 5    | 15.º |
| 1983 | 50cc  | Ziegler    |        | FRA Ret | NAT Ret | GER 3 | ESP 5 |        | YUG 7   | NED 21 |        |         |         | RSM - |       |       | 20   | 9.º  |